# Women's United Soccer Association
Women's United Soccer Association (WUSA) var en professionell fotbollsliga för damer i USA. Den bildades i februari år 2000 av åtta lag och sparkade igång 2001. Ligan upplöstes den 15 september 2003, då tredje säsongen var färdigspelad. 2009 följdes den av WPS.

## WUSA Founders Cup
WUSA Founders Cup (namngiven för att hedra de 20 spelarna som var med och bildade ligan) tilldelades vinnarlaget i slutspelet, en utslagsturnering dit de fyra bästa lagen gick. 
- 2001 Bay Area Cyberrays 3-3 (4-2 efter straffsparksläggning) mot Atlanta Beat i Foxboro, Massachusetts, USA
- 2002 Carolina Courage 3-2 mot Washington Freedom i Atlanta, Georgia, USA
- 2003 Washington Freedom 2-1 (förlängning) mot Atlanta Beat i San Diego, Kalifornien, USA